# 위험한 독신녀
《위험한 독신녀》(영어: Single White Female)는 미국에서 제작된 1992년 심리 에로틱 스릴러 영화이다. 바르베 슈뢰되르가 연출, 제작했으며, 브리짓 폰다, 제니퍼 제이슨 리 등이 출연하였다.

## 출연
- 브리짓 폰다 - 앨리슨 "앨리" 존슨 역
- 제니퍼 제이슨 리 - 헤드라 "헤디" 칼슨 역
- 스티븐 웨버 - 샘 로슨 역
- 피터 프리드먼 - 그레이엄 녹스 역
- 스티븐 토볼라우스키 - 미첼 마이어슨 역
- 프랜시스 베이 - 이웃 노부인 역
- 제시카 런디 - 수다스러운 룸메이트 후보 역
- 러네이 에스테베즈 - 완벽한 룸메이트 후보 역
- 케네스 토비 - 접수 담당자 역

## 기타 제작진
- 공동 제작: 로저 조지프 푸글리시
- 협력 제작: 수전 호프먼
- 배역: 하워드 퓨어
- 미술: 밀레나 카노네로

## 우리말 녹음
KBS 성우진 (1995년 10월 28일)
- 송도영 - 앨리 (브리짓 폰다)
- 서혜정 - 헤디 (제니퍼 제이슨 리)
- 김세한
- 이윤선
- 임은정
- 유동현
- 장혜선